# Anthyperythra legataria
Anthyperythra legataria là một loài bướm đêm trong họ Geometridae.